# 2713 Luxembourg
2713 Luxembourg è un asteroide della fascia principale. Scoperto nel 1938, presenta un'orbita caratterizzata da un semiasse maggiore pari a 2,8554664 UA e da un'eccentricità di 0,0269592, inclinata di 1,35155° rispetto all'eclittica.